# زودلژم
شهر زیدلهم (به فرانسوی: Zedelgem) در شهرستان بروگه در استان فلاندری غربی در منطقه فلاندری در کشور بلژیک واقع شده‌است.

## نگارخانه

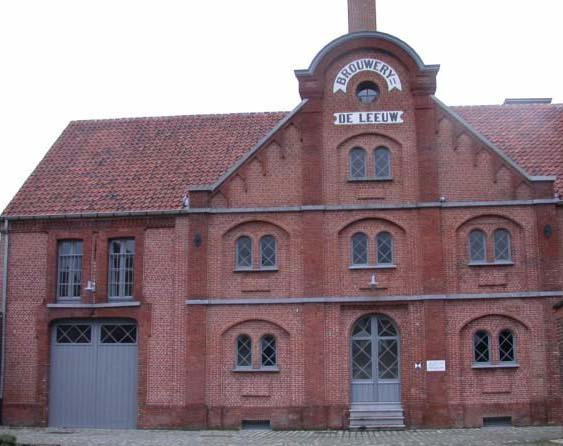
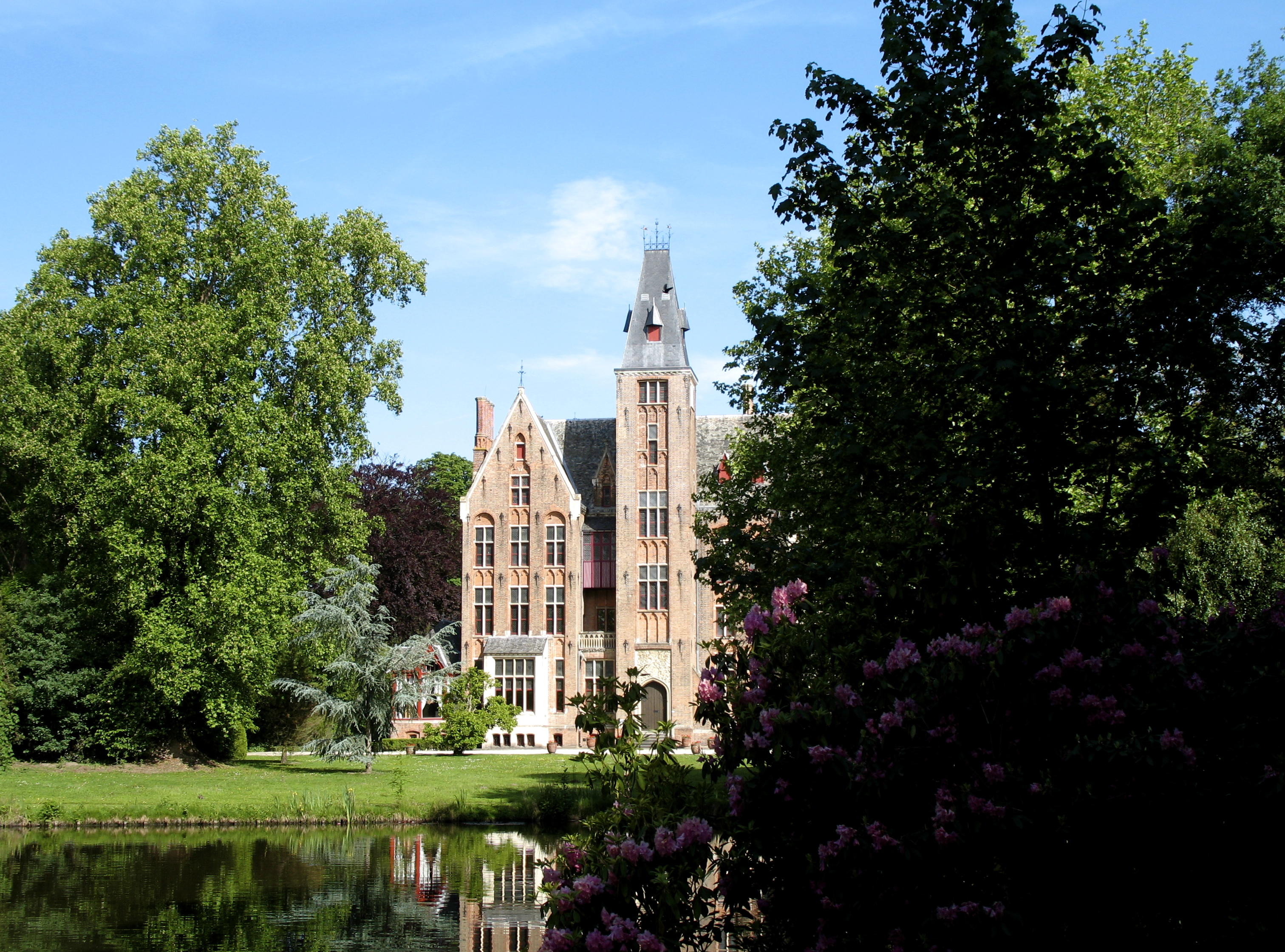
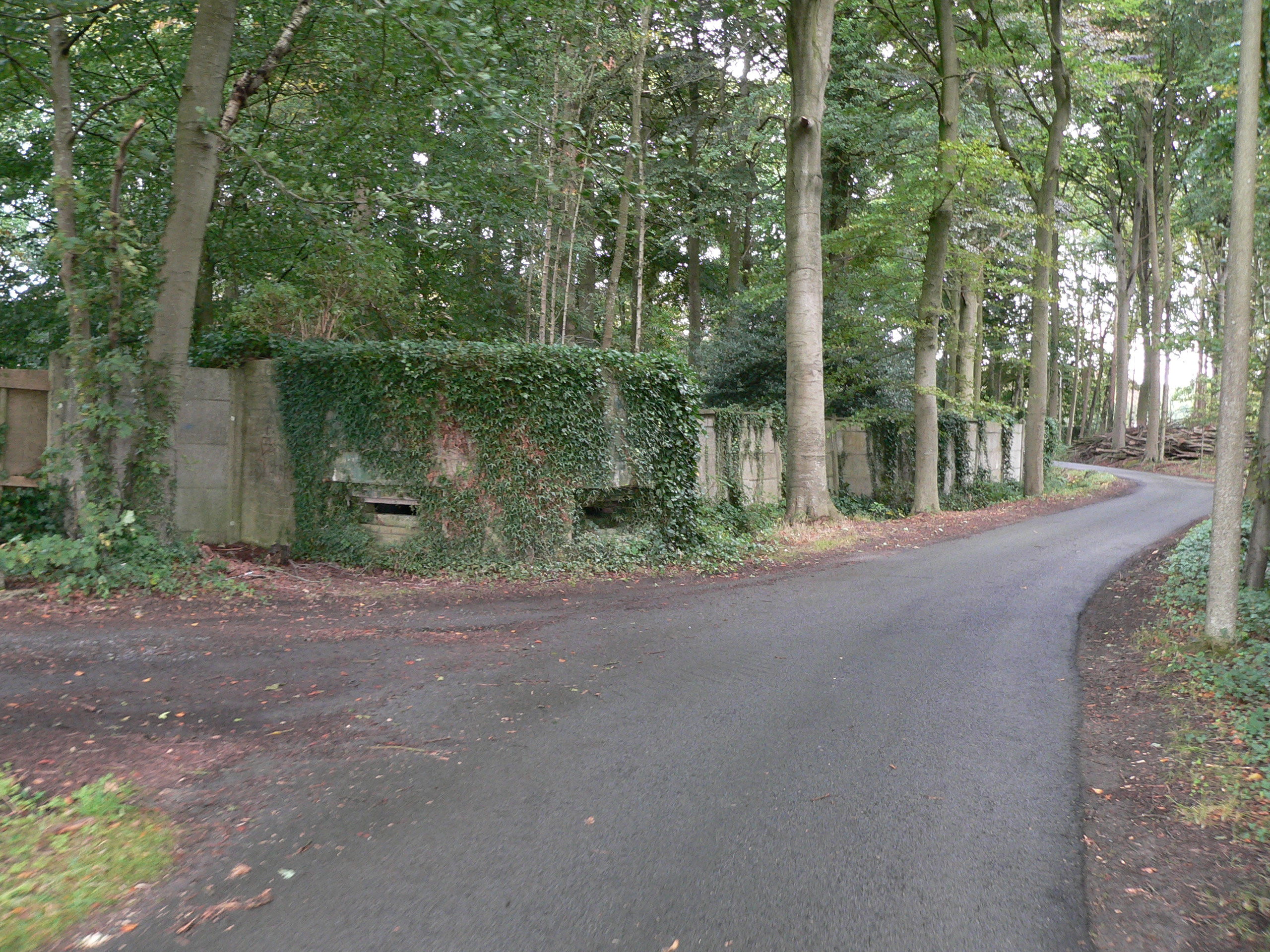
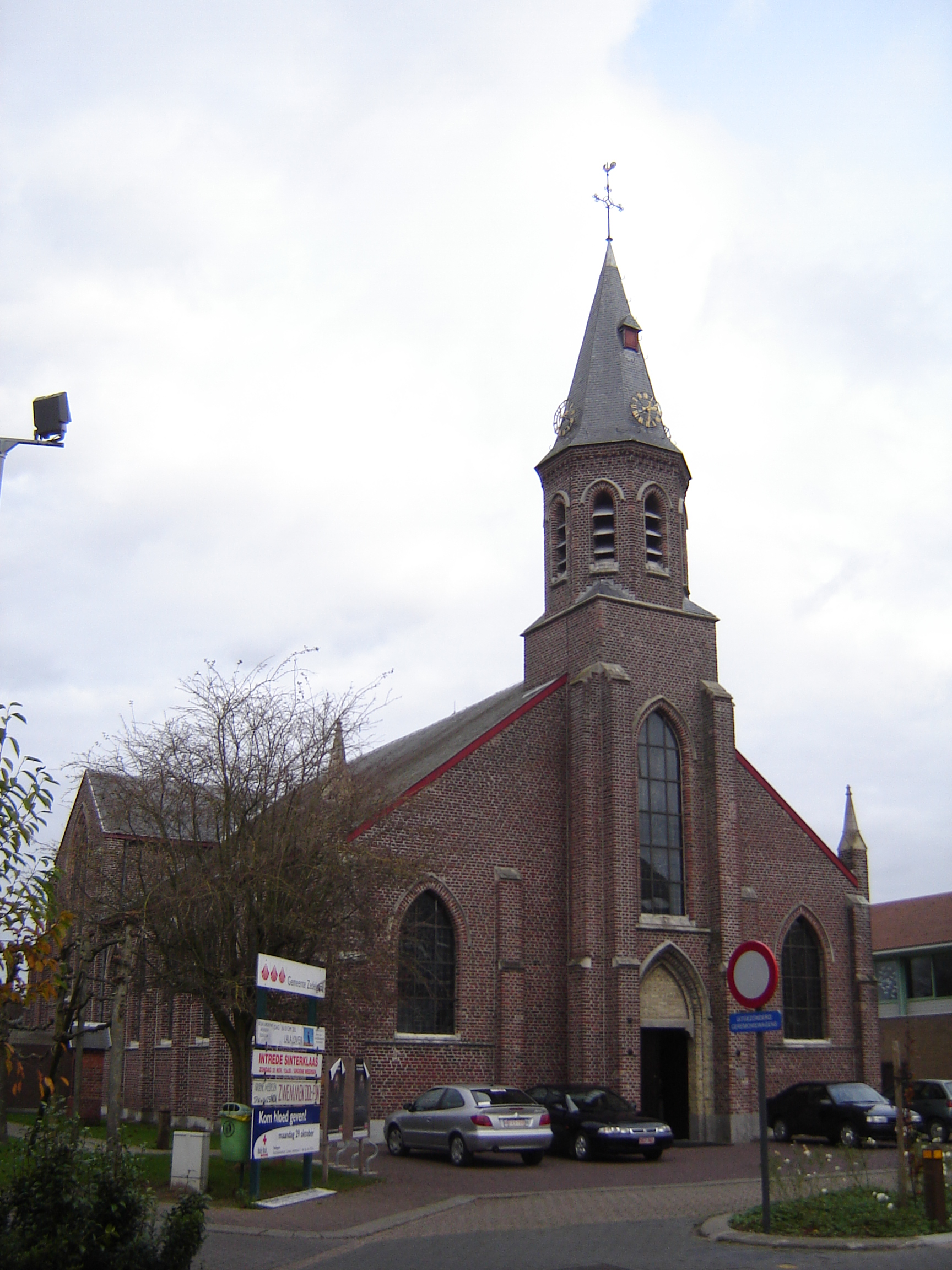